# Phasianella nivosa
Phasianella nivosa is een slakkensoort uit de familie van de Phasianellidae. De wetenschappelijke naam van de soort is voor het eerst geldig gepubliceerd in 1862 door Reeve.